# Belo Blato
Belo Blato (izvirno srbsko Бело Блато; slovaško Biele Blato,Lízika bolgarsko Liznajt (bolgarsko-paljčansko); nemško Lisenheim; madžarsko Nagyerzsébetlak) je naselje v Srbiji, ki upravno spada pod Občino Zrenjanin; slednja pa je del Srednjebanatskega upravnega okraja.

## Demografija
V naselju, katerega izvirno (srbsko-cirilično) ime je Бело Блато, živi 1173 polnoletnih prebivalcev, pri čemer je njihova povprečna starost 39,4 let (38,4 pri moških in 40,4 pri ženskah). Naselje ima 568 gospodinjstev, pri čemer je povprečno število članov na gospodinjstvo 2,60.
Prebivalstvo je večinoma nehomogeno.
|  |

| Demografija | Demografija     | Demografija     |
| Leto        | Št. prebivalcev | Št. prebivalcev |
| ----------- | --------------- | --------------- |
|             |                 |                 |
|             |                 |                 |
|             |                 |                 |
|             |                 |                 |
| 1948        | 2159            |                 |
| 1953        | 2490            |                 |
| 1961        | 2031            |                 |
| 1971        | 1841            |                 |
| 1981        | 1746            |                 |
| 1991        | 1762            | 1602            |
| 2002        | 1517            | 1477            |
|             |                 |                 |

| Etnična sestava po popisu iz leta 2002 | Etnična sestava po popisu iz leta 2002 | Etnična sestava po popisu iz leta 2002 | Etnična sestava po popisu iz leta 2002 | Etnična sestava po popisu iz leta 2002 |
| -------------------------------------- | -------------------------------------- | -------------------------------------- | -------------------------------------- | -------------------------------------- |
| Slovaki                                | Slovaki                                |                                        | 583                                    | 39,47%                                 |
| Madžari                                | Madžari                                |                                        | 488                                    | 33,03%                                 |
| Bolgari                                | Bolgari                                |                                        | 128                                    | 8,66%                                  |
| Srbi                                   | Srbi                                   |                                        | 118                                    | 7,98%                                  |
| Jugoslovani                            | Jugoslovani                            |                                        | 41                                     | 2,77%                                  |
| Romi                                   | Romi                                   |                                        | 31                                     | 2,09%                                  |
| Romuni                                 | Romuni                                 |                                        | 12                                     | 0,81%                                  |
| Muslimani                              | Muslimani                              |                                        | 3                                      | 0,20%                                  |
| Hrvati                                 | Hrvati                                 |                                        | 2                                      | 0,13%                                  |
| Nemci                                  | Nemci                                  |                                        | 2                                      | 0,13%                                  |
| Črnogorci                              | Črnogorci                              |                                        | 1                                      | 0,06%                                  |
| Albanci                                | Albanci                                |                                        | 1                                      | 0,06%                                  |
| Neznano                                | Neznano                                |                                        | 0                                      | 0,0%                                   |